# The Undead
I The Undead sono un gruppo horror punk formato nel 1980 a New Milford, New Jersey da Bobby Steele (voce e chitarra), Chris Natz (basso) e Patrick Blanck (batteria). Bobby ha creato il gruppo subito dopo essere stato cacciato dalla band precedente, i Misfits.

## Discografia

### Album in studio
- Never Say Die (1986)
- Act Your Rage (1989)
- Dawn of The Undead (1991)
- Live Slayer (1992)
- The Undead (1995)
- Til Death (1998)
- Bobby (aka Bobby Steele) (2009)
- The Morgue... The Merrier (2015)

### Raccolte
- Still The Undead After All These Years (2007)
- 12 Hits from Hell (2007)

### EP
- 9 Toes Later (1982)
- Times Square (2000)
- Third World U S A (2002)
- Rockn'Roll Whore  (2002)
- Be My Ghoul Tonight (2003)

### Singoli
- Verbal Abuse (1983)
- Never Say Die (1985)
- Invisible Man (1992)
- Evening of Desire (1992)
- There's a Riot in Tompkins Square (1993)
- Halloween (2007)

## Formazione

### Formazione attuale
- Bobby Steele - chitarra, voce, basso (1980-presente)
- Joel Gausten - batteria (1998-1999, 2002, 2006-presente)

### Ex componenti

#### Chitarristi
- Eddie Van Migraine (1996)
- Bryce Bernius (2000)

#### Bassisti
- Chris Natz (1980-1982)
- Brian "Payne" Aliano (1982-1986)
- Olga de Volga (1983)
- Inger Lorre (1984)
- John Fiore (1986)
- Tom (1987)
- West Rocker (1987, 1988)
- Pete Lisa (1987)
- Tim Taylor (1988-1990)
- Rich Pressley (1990)
- Jim Joyce (1990-1992)
- Phil Portuesi (1993)
- Brian (1993)
- Anthony D'Amico (1993-1995)
- Jay Von Hack (1996)
- Will Harper (1997, 1998)
- Greazy Tony (1998)
- Mr. D (1998)
- Ian Lawrence (1998-2000)
- Rahne Pistor (1998-1999)
- Bryce Bernius (2000-2006)
- Roxy Michaels (2002)
- J~Sin Trioxin (2002)
- Argyle Goolsby (2002)
- Joff Wilson (2006-2007)

#### Batteristi
- Patrick Blanck (1980-1982)
- Bobby Savage (1982-1983)
- Steve Zing (1983-1986)
- ROBO (1983)
- Vinnie (1984)
- Adolfo Galella (1986)
- Rich Matalian (1986)
- Stacey Morris (1987)
- Tony DiLeo (1988-1989)
- Eddie Enzyme (1989-1990)
- Steve Sloppy (1990)
- Joe Darone (1990-1992)
- Jeff O'Hara (1993, 1993-1994)
- Ratty (1993)
- John Rosado (1994-1995)
- Atom Cheeze (1996)
- Mormo Stinkbat (1997, 1998)
- Sebastian DeCamplain (1998)
- Gram Slam (1998-1999)
- Jaw (1999-2000)
- Joey Image (2000-2002)
- Billy Bones (2002)